# Lipsa
 (mars 2019).
Lipsa est un village dans l'arrondissement de Haute-Forêt-de-Spree-Lusace en Brandebourg, Allemagne, faisant partie de la municipalité de Hermsdorf. Il est situé dans le sud du Land de Brandebourg, tout près de la limite de l'État de Saxe. Le village est connu par son château de Lipsa.

## Histoire
Le lieu appartient à la région historique de Haute-Lusace, autrefois propriété de la couronne de Bohême. Pendant des siècles, Lipsa a été l'un des domaines de la seigneurie de Ruhland qui s'étendait jusqu'aux rives de l'Elster noire, la frontière avec la Basse-Lusace (l'ancienne marche de Lusace) au nord. 
Le hameau de Dlupsow est mentionné pour la première fois dans un acte de 1455. À la suite de la signature du traité de paix de Prague en 1635, il était décidé que la couronne de Bohême remit les Lusaces à l'électorat de Saxe. Le manoir de Lipsa, une résidence de la noble famille de Baudissin, fut rebâtie en style baroque entre 1718 et 1720. 
À la suite du congrès de Vienne en 1815, la Saxe dut céder la partie septentrionale de la Haute-Lusace au royaume de Prusse. À partir de 1825, elle faisait partie du district de Liegnitz au sein de la province de Silésie. Le manoir de Lipsa a été achetée par la famille de Gersdorff en 1864. Pendant la période du Troisième Reich, le lieu a été rebaptisé Lindenort.